# Мингер

Мингер — река в России, протекает в Томской области. Устье реки находится в 14 км по правому берегу реки Шегарка. Длина реки составляет 51 км, площадь водосборного бассейна 679 км².

## Данные водного реестра
По данным государственного водного реестра России относится к Верхнеобскому бассейновому округу, водохозяйственный участок реки — Обь от Новосибирского гидроузла до впадения реки Чулым, без рек Иня и Томь, речной подбассейн реки — бассейны притоков (Верхней) Оби до впадения Томи. Речной бассейн реки — (Верхняя) Обь до впадения Иртыша.